# Hemilamprops japonicus
Hemilamprops japonicus är en kräftdjursart som först beskrevs av Hiroshi Harada, och fick sitt nu gällande namn av  1959. Hemilamprops japonicus ingår i släktet Hemilamprops och familjen Lampropidae. Inga underarter finns listade i Catalogue of Life.